# SG Porz
SG Porz, pełna nazwa Schachgemeinschaft Porz e. V. – niemiecki klub szachowy z siedzibą w dzielnicy Kolonii – Porz, dziesięciokrotny mistrz Niemiec.

## Historia
Pierwszy tytuł mistrza Niemiec SG Porz uzyskał w 1967 roku. W 1979 roku zdobyto drugi tytuł. W 1980 roku klub zadebiutował w Pucharze Europy, a jego zawodnikami byli wówczas m.in. Robert Hübner i Vlastimil Hort. Szachiści SG Porz wyeliminowali w 1/8 finału Awangard Kijów, odpadając w ćwierćfinale z Buriewiestnikiem Moskwa. W sezonie 1983/1984 ponownie osiągnięto ćwierćfinał, eliminując CE Strasbourg i MTK Vörös Meteor Budapeszt, ulegając w ćwierćfinale Volmakowi Rotterdam.

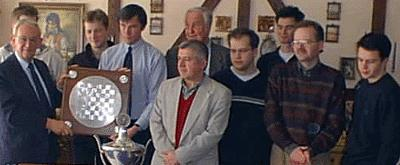
SG Porz – triumfator Bundesligi w sezonie 1999/2000

Po utworzeniu Bundesligi klub ośmiokrotnie triumfował w tych rozgrywkach, a szachistą SG Porz był m.in. Michaił Tal. W 2007 roku SG Porz wycofał się z rozgrywek Bundesligi.

## Sukcesy
- drużynowe mistrzostwo Niemiec – mistrz (1967, 1979)
- Bundesliga – mistrz (1982, 1984, 1994, 1996, 1998, 1999, 2000, 2004)
- Puchar Niemiec – zdobywca (1983, 1989, 1994, 1997, 1998, 1999, 2000, 2004, 2011, 2013)